# 최남현
최남현(崔湳鉉, 1919년 1월 7일 ~ 1990년 2월 25일)은 대한민국의 배우 겸 연극인이자 영화인이었다. 일제강점기 말기부터 연극배우로 활동하였다.

## 주요 이력
- 서라벌예술초급대학 연극영화학과 전임교수
- 서울연극학교 강사

## 생애
본관은 통천이며, 1919년 평안북도 정주 출생이다. 1937년 오산고등보통학교 졸업 후 1937년부터 보통학교에서 교사로 근무하였으며, 1944년 교직에서 물러난 후 같은 해 연극배우로 데뷔하였다. 8·15 광복 후 1946년 월남하였고, 1948년 연극 《은하수》로 스타덤에 올랐다. 일생동안 약 430여 편의 영화에 출연하였고, 1973년에는 TBC 동양방송 텔레비전 드라마 《북간도》에도 출연하였다.
말년에는 고혈압과 폐렴으로 투병하다가 영화 《마유미(眞由美)》를 유작으로 남기고 1990년 2월 25일, 향년 72세로 사망하였다.

## 출연작

### 연극
- 1944년 《아리랑》
- 1948년 《은하수》
- 1956년 《협객 임꺽정》 ... 퇴계 이황 역(조연)
- 1968년 《협객 홍길동》 ... 세조 이유 역(단역)
- 1970년 《협객 일지매》 ... 박문수 역(단역)
- 1971년 《협객 일지매》 ... 조인영 역(단역)
- 1973년 《세종대왕》 ... 태조 이성계 역(조연)

### 영화
- 1949년 《돌아온 어머니》
- 1955년 《젊은 그들》
- 1961년 《별》
- 1962년 《두만강아 잘 있거라》
- 1962년 《인목대비》
- 1964년 《니가 잘나 일색이냐》
- 1970년 《버림받은 여자》
- 1975년 《숲과 늪》
- 1977년 《사랑의 계절》
- 1978년 《고가》
- 1979년 《말띠 며느리》
- 1980년 《물보라》
- 1983년 《짝코》
- 1984년 《이방인》
- 1985년 《꿈을 줍는 아이》
- 1990년 《마유미》

### 텔레비전 드라마
- 1973년 TBC 동양방송 드라마 《북간도》

## 수상 경력
- 1966년 대종상 영화제 남우조연상을 수상하였다.

## 같이 보기
- 김승호
- 이예춘
- 유두연
- 장동휘
- 김진규
- 허장강
- 차태진
- 신상옥
- 구봉서
- 최무룡
- 신영균
- 독고성
- 김수용
- 박노식
- 윤일봉
- 남궁원
- 이순재
- 장석준
- 조문진
- 송재호
- 강신성일
- 윤양하
- 신일룡
- 신영일